# Pluherlin

Pluherlin este o comună în departamentul Morbihan, Franța. În 1 ianuarie 2022 avea o populație de 1.515 de locuitori.